# Nordøsterdal Museum
Das Nordøsterdalsmuseet ist ein Zusammenschluss kleinerer Museen von sechs Gemeinden im Osten des norwegischen Fylke Innlandet mit insgesamt 39 Standorten, 1462 Häusern, rund 250.000 Objekten und 120.000 Bildern. Der Hauptfokus sind ethnologische Freilichtmuseen. Weiterhin gehört zum Museum ein Bergbaumuseum mit Besucherbergwerk und ein Kunstmuseum.  Das Museum selbst ist eines der acht Standorte des Hedmark fylkesmuseums.
Hauptsitz des Museums ist das Ramsmoen Museumszentrum in Tynset. Es umfasst elf Hofanlagen und 151 Museumsgebäude, 60 davon umgesetzt und der Rest in situ, das heißt am ursprünglichen Platz. Dazu gehört das Husa Gehöft in Alvdal, das mit seinen 18 Häusern eines der am besten erhaltenen  Erbhöfe ist. Die am meisten besuchte Abteilung des Museums ist das Aukrustsenter. Unter den anderen Standorten sind besonders erwähnenswert Bjørnstjerne Bjørnsons Geburtsort, nämlich das Pfarrhaus in Bjørgan, sowie das Rendalen Bygdemuseum, das Freilichtmuseum in Os, das Dorfmuseum in Tylldal, das Heimatmuseum in Tynset, das Dorfmuseum in Folldal und Dølmotunet bei Tolga.